# Augusta Dorotea di Brunswick-Wolfenbüttel (badessa)
Augusta Dorotea di Brunswick-Wolfenbüttel (Wolfenbüttel, 2 ottobre 1749 – Bad Gandersheim, 10 marzo 1810) fu una principessa discendente dalla casata dei Guelfi, del ramo di Brunswick-Wolfenbüttel ed una badessa del libero e laicizzato convento imperiale dell'odierna Bad Gandersheim.

## Biografia
Augusta Dorotea era la figlia più giovane del duca Carlo I di Brunswick-Wolfenbüttel (1713–1780) e di sua moglie, la principessa Filippina Carlotta di Prussia (1716–1801), figlia del re Federico Guglielmo I di Prussia.
Nel 1776 la principessa divenne decana nell'abbazia di Quedlinburg e poco dopo decana nel convento di Gandersheim Due anni dopo, con la morte di sua zia Teresa, occorsa nel 1778, le successe come principessa-badessa di Gandersheim, governando il convento pur soggiornando frequentemente nella corte di Brunswick.
Nel 1802 Augusta Dorotea rinunciò al proprio rango di principessa-badessa, con un contratto immediatamente efficace nel Sacro Romano Impero Germanico, per sfuggire alla imminente secolarizzazione dei principati ecclesiastici, ed inglobò il suo convento nei territori del principato di Brunswick-Wolfenbüttel. Ella era inizialmente fuggita, ma poi le fu permesso, con il consenso di Napoleone di continuare a svolgere le funzioni di badessa e di vivere nel convento.
Dopo la sua morte, non venne più eletta una nuova badessa a succederle, perché il convento venne assegnato al Regno di Vestfalia, assegnato a Girolamo Bonaparte, mentre le abitanti del Convento ottennero un risarcimento. L'ultima decana, Carolina Ulrica Amalia di Sassonia-Coburgo-Saalfeld, ottenne, tra le altre cose, il Vangelo di Gandersheim, che portò con sé a Coburgo.

## Ascendenza
|                                             |                       |                                         | Genitori                                              |  |  | Nonni |  |  | Bisnonni                                   |  |  | Trisnonni                     |  |
|                                             |                       |                                         |                                                       |  |  |       |  |  | Ferdinando Alberto I di Brunswick-Lüneburg |  |  | Augusto di Brunswick-Lüneburg |  |
|                                             |                       |                                         |                                                       |  |  |       |  |  | Ferdinando Alberto I di Brunswick-Lüneburg |  |  | Augusto di Brunswick-Lüneburg |  |
|                                             |                       | Elisabetta Sofia di Meclemburgo-Güstrow |                                                       |  |  |       |  |  | Ferdinando Alberto I di Brunswick-Lüneburg |  |  |                               |  |
| Ferdinando Alberto II di Brunswick-Lüneburg |                       |                                         |                                                       |  |  |       |  |  | Ferdinando Alberto I di Brunswick-Lüneburg |  |  |                               |  |
|                                             |                       | Cristina d'Assia-Eschwege               | Federico d'Assia-Eschwege                             |  |  |       |  |  |                                            |  |  |                               |  |
|                                             |                       | Cristina d'Assia-Eschwege               | Federico d'Assia-Eschwege                             |  |  |       |  |  |                                            |  |  |                               |  |
|                                             |                       | Cristina d'Assia-Eschwege               | Eleonora Caterina del Palatinato-Zweibrücken-Kleeburg |  |  |       |  |  |                                            |  |  |                               |  |
| Carlo I di Brunswick-Wolfenbüttel           |                       | Cristina d'Assia-Eschwege               |                                                       |  |  |       |  |  |                                            |  |  |                               |  |
|                                             |                       | Luigi Rodolfo di Brunswick-Lüneburg     | Antonio Ulrico di Brunswick-Lüneburg                  |  |  |       |  |  |                                            |  |  |                               |  |
|                                             |                       | Luigi Rodolfo di Brunswick-Lüneburg     | Antonio Ulrico di Brunswick-Lüneburg                  |  |  |       |  |  |                                            |  |  |                               |  |
|                                             |                       | Luigi Rodolfo di Brunswick-Lüneburg     | Elisabetta Giuliana di Schleswig-Holstein-Sonderburg  |  |  |       |  |  |                                            |  |  |                               |  |
| Antonietta Amalia di Brunswick-Wolfenbüttel |                       | Luigi Rodolfo di Brunswick-Lüneburg     |                                                       |  |  |       |  |  |                                            |  |  |                               |  |
|                                             |                       | Cristina Luisa di Oettingen-Oettingen   | Alberto Ernesto I di Oettingen-Oettingen              |  |  |       |  |  |                                            |  |  |                               |  |
|                                             |                       | Cristina Luisa di Oettingen-Oettingen   | Alberto Ernesto I di Oettingen-Oettingen              |  |  |       |  |  |                                            |  |  |                               |  |
|                                             |                       | Cristina Luisa di Oettingen-Oettingen   | Cristina Federica di Württemberg                      |  |  |       |  |  |                                            |  |  |                               |  |
| Augusta Dorotea di Brunswick-Wolfenbüttel   |                       | Cristina Luisa di Oettingen-Oettingen   |                                                       |  |  |       |  |  |                                            |  |  |                               |  |
|                                             | Federico I di Prussia | Federico Guglielmo I di Brandeburgo     |                                                       |  |  |       |  |  |                                            |  |  |                               |  |
|                                             | Federico I di Prussia | Federico Guglielmo I di Brandeburgo     |                                                       |  |  |       |  |  |                                            |  |  |                               |  |
|                                             | Federico I di Prussia | Luisa Enrichetta d'Orange               |                                                       |  |  |       |  |  |                                            |  |  |                               |  |
| Federico Guglielmo I di Prussia             | Federico I di Prussia |                                         |                                                       |  |  |       |  |  |                                            |  |  |                               |  |
|                                             |                       | Sofia Carlotta di Hannover              | Ernesto Augusto di Brunswick-Lüneburg                 |  |  |       |  |  |                                            |  |  |                               |  |
|                                             |                       | Sofia Carlotta di Hannover              | Ernesto Augusto di Brunswick-Lüneburg                 |  |  |       |  |  |                                            |  |  |                               |  |
|                                             |                       | Sofia Carlotta di Hannover              | Sofia del Palatinato                                  |  |  |       |  |  |                                            |  |  |                               |  |
| Filippina Carlotta di Prussia               |                       | Sofia Carlotta di Hannover              |                                                       |  |  |       |  |  |                                            |  |  |                               |  |
|                                             |                       | Giorgio I di Gran Bretagna              | Ernesto Augusto di Brunswick-Lüneburg                 |  |  |       |  |  |                                            |  |  |                               |  |
|                                             |                       | Giorgio I di Gran Bretagna              | Ernesto Augusto di Brunswick-Lüneburg                 |  |  |       |  |  |                                            |  |  |                               |  |
|                                             |                       | Giorgio I di Gran Bretagna              | Sofia del Palatinato                                  |  |  |       |  |  |                                            |  |  |                               |  |
| Sofia Dorotea di Hannover                   |                       | Giorgio I di Gran Bretagna              |                                                       |  |  |       |  |  |                                            |  |  |                               |  |
|                                             |                       | Sofia Dorotea di Celle                  | Giorgio Guglielmo di Brunswick-Lüneburg               |  |  |       |  |  |                                            |  |  |                               |  |
|                                             |                       | Sofia Dorotea di Celle                  | Giorgio Guglielmo di Brunswick-Lüneburg               |  |  |       |  |  |                                            |  |  |                               |  |
|                                             |                       | Sofia Dorotea di Celle                  | Éléonore d'Esmier d'Olbreuse                          |  |  |       |  |  |                                            |  |  |                               |  |
|                                             |                       | Sofia Dorotea di Celle                  |                                                       |  |  |       |  |  |                                            |  |  |                               |  |